# Церемония MTV Video Music Awards 2011
28-я церемония музыкальных наград MTV Video Music Awards 2011 прошла 28 августа 2011 года в Лос-Анджелесе в Nokia Theatre.
Лидером по числу номинаций стала Кэти Перри, у которой их было 10. Следом за ней Канье Уэст и Адель с семью. Среди других номинантов: Бруно Марс (4), Бейонсе (3), Lady Gaga (4), 30 seconds to Mars (3), Ники Минаж (3) и Эминем (3). Ведущие в этом году отсутствовали. Лидерами по числу наград стали певицы Кэти Перри и Адель (по три). Главную награду за лучшее музыкальное видео года получила Кэти Перри.
Главной немузыкальной новостью стало известие о беременности Бейонсе, что не помешало ей исполнить одну из своих песен («Love on Top»).
Открыла церемонию Леди Гага, которая в мужском костюме (с прической в стиле Сержа Гинсбура) вместе с гитаристом группы Queen Брайаном Мэем исполнила свою песню «Yoü and I».

## Номинации
Номинации были анонсированы 20 июля 2011 года.

### Видео года | Video of the Year
- Кэти Перри — «Firework»
- Адель — «Rolling in the Deep»
- Beastie Boys — «Make Some Noise»
- Бруно Марс — «Grenade»
- Tyler, The Creator — «Yonkers»

### Лучшее мужское видео | Best Male Video
- Justin Bieber — «U Smile»
- Эминем (при участии Рианна) — «Love the Way You Lie»
- Cee-Lo Green — «Fuck You!»
- Bruno Mars — «Grenade»
- Канье Уэст (при участии Рианна и Kid Cudi) — «All of the Lights»

### Лучшее женское видео | Best Female Video
- Lady Gaga — «Born This Way»
- Адель — «Rolling in the Deep»
- Бейонсе — «Run The World (Girls)»
- Ники Минаж — «Super Bass»
- Кэти Перри — «Firework»

### Лучший новый артист | Best New Artist
- Big Sean (при участии Крис Браун) — «My Last»
- Foster the People — «Pumped Up Kicks»
- Kreayshawn — «Gucci Gucci»
- Tyler, The Creator — «Yonkers»
- Wiz Khalifa — «Black and Yellow»

### Лучшее поп-видео | Best Pop Video
- Бритни Спирс — «Till the World Ends»
- Адель — «Rolling in the Deep»
- Бруно Марс — «Grenade»
- Кэти Перри — «Last Friday Night (T.G.I.F.)»
- Pitbull (при участии Ne-Yo, Nayer и Afrojack) — «Give Me Everything»

### Лучшее рок-видео | Best Rock Video
- Foo Fighters — «Walk»
- The Black Keys — «Howlin' for You»
- Cage the Elephant — «Shake Me Down»
- Foster the People — «Pumped Up Kicks»
- Mumford & Sons — «The Cave»

### Лучшее хип-хоп-видео | Best Hip-Hop Video
- Крис Браун (при участии Lil Wayne и Busta Rhymes) — «Look at Me Now»
- Lupe Fiasco — «The Show Goes On»
- Lil Wayne (при участии Cory Gunz) — «6 Foot 7 Foot»
- Ники Минаж — «Super Bass»
- Канье Уэст (при участии Рианна и Kid Cudi) — «All of the Lights»

### Лучший дуэт | Best Collaboration
- Крис Браун (при участии Lil Wayne и Busta Rhymes) — «Look at Me Now»
- Ники Минаж (при участии Drake) — «Moment 4 Life»
- Кэти Перри (при участии Канье Уэст) — «E.T.»
- Pitbull (при участии Ne-Yo, Nayer и Afrojack) — «Give Me Everything»
- Канье Уэст (при участии Рианна и Kid Cudi) — «All of the Lights»

### Лучшая режиссура | Best Direction in a Video
- 30 Seconds to Mars — «Hurricane» (режиссёр: Bartholomew Cubbins)
- Адель — «Rolling in the Deep» (режиссёр: Sam Brown)
- Beastie Boys — «Make Some Noise» (режиссёр: Адам Яух)
- Эминем (при участии Рианна) — «Love the Way You Lie» (режиссёр: Joseph Kahn)
- Кэти Перри (при участии Канье Уэст) — «E.T.» (режиссёр: Floria Sigismondi)

### Лучшая хореография | Best Choreography in a Video
- Бейонсе — «Run the World (Girls)» (хореограф: Frank Gatson)
- Lady Gaga — «Judas» (хореограф: Laurieann Gibson)
- LMFAO (при участии Лорен Беннетт и GoonRock) — «Party Rock Anthem» (хореограф: Hokuto Konishi)
- Бруно Марс — «The Lazy Song» (хореографы: Бруно Марс, Poreotics)
- Бритни Спирс — «Till the World Ends» (хореограф: Brian Freedman)

### Лучшие спецэффекты в видео | Best Special Effects in a Video
- Chromeo — «Don’t Turn the Lights On» (спецэффекты: The Mill)
- Linkin Park — «Waiting for the End» (спецэффекты: Ghost Town Media)
- Manchester Orchestra — «Simple Math» (спецэффекты: Daniels)
- Кэти Перри (при участии Канье Уэст) — «E.T.» (спецэффекты: Jeff Dotson for Dot & Effects)
- Канье Уэст (при участии Dwele) — «Power» (спецэффекты: Nice Shoes, ArtJail)

### Лучшая художественная работа | Best Art Direction in a Video
- Адель — «Rolling in the Deep» (художник-постановщик: Nathan Parker)
- Death Cab for Cutie — «You Are a Tourist» (художники-постановщики: Nick Gould, Tim Nackashi, Anthony Maitz)
- Lady Gaga — «Judas» (художник-постановщик: Amy Danger)
- Кэти Перри (при участии Канье Уэст) — «E.T.» (художник-постановщик: Jason Fijal)
- Канье Уэст (при участии Dwele) — «Power» (художник-постановщик: Babak Radboy)

### Лучший монтаж | Best Editing in a Video
- 30 Seconds to Mars — «Hurricane» (монтаж: Jared Leto, Frank Snider, Michael Bryson, Stefanie Visser, Daniel Carberry)
- Адель — «Rolling in the Deep» (монтаж: Art Jones at Work)
- Manchester Orchestra — Simple Math (монтаж: Daniels)
- Кэти Перри (при участии Канье Уэст) — «E.T.» (монтаж: Jarrett Fijal)
- Канье Уэст (при участии Rihanna и Kid Cudi) — «All of the Lights» (монтаж: Hadaya Turner)

### Лучшая операторская работа | Best Cinematography in a Video
- 30 Seconds to Mars — «Hurricane» (операторы: Benoît Debie, Jared Leto, Rob Witt, Daniel Carberry)
- Адель — «Rolling in the Deep» (оператор: Tom Townend)
- Бейонсе — «Run the World (Girls)» (оператор: Jeffrey Kimball)
- Эминем (при участии Рианна) — «Love the Way You Lie» (оператор: Christopher Probst)
- Кэти Перри — «Teenage Dream» (оператор: Paul Laufer)

### Лучшее видео с посланием | Best Video with a Message
- Lady Gaga — «Born This Way»'
- Eminem (featuring Rihanna) — «Love the Way You Lie»
- Katy Perry — «Firework»
- Pink — «Fuckin' Perfect»
- Rise Against — «Make It Stop (September's Children)»
- Taylor Swift — «Mean»

### Лучший латиноамериканский артист | Best Latino Artist of 2011
- Wisin & Yandel — «Zun Zun Rompiendo Caderas»[8]
- Don Omar and Lucenzo — «Danza Kuduro»
- Enrique Iglesias (featuring Ludacris and DJ Frank E) — «Tonight (I'm Lovin' You)»
- Maná — «Lluvia al Corazón»
- Принц Ройс — «Corazón Sin Cara»

### Специальная премия имени Майкла Джексона «Признание Поколения» | Video Vanguard Award
Britney Spears

## Выступления

### Pre-show
Cobra Starship (при участии Sabi) — «You Make Me Feel…»

### Основное шоу
- Lady Gaga (при участии Brian May) — «Yoü and I»
- Jay-Z и Kanye West — «Otis»
- Pitbull (при участии Ne-Yo и Nayer) — «Give Me Everything»
- Адель — Someone Like You"
- Chris Brown — «Yeah 3x» / «Beautiful People»
- Трибьют Britney Spears
- Бейонсе — «Love on Top»
- Young the Giant — «My Body»
- Бруно Марс — «Valerie» (Трибьют Amy Winehouse)
- Lil Wayne — «How to Love» / «John»

### Дом артистов
- Jessie J — «Price Tag», «Girls Just Want to Have Fun» (Cyndi Lauper cover), «Do It Like a Dude», «Rainbow», Firework (Katy Perry cover), «Domino», «No Scrubs» (TLC cover), «Who’s Laughing Now», «Fuck You» (Cee Lo Green cover), «Nobody’s Perfect», «Mamma Knows Best»

Source: performers 

## При участии
- Kevin Hart — вступительная речь-открытие, и краткое представление участников церемонии
- Jonah Hill и Nicki Minaj — презентовали Best Pop Video
- Shaun White и Miley Cyrus — презентовали Best Rock Video
- Will Ferrell, Seth Rogen, Jack Black и OFWGKTA — презентовали Best Hip-Hop Video
- Demi Lovato и Chord Overstreet — презентовали Best Collaboration
- Рик Росс и Paul Rudd — представили Pitbull, Ne-Yo and Nayer
- Katy Perry — представила Adele
- Kim Kardashian — презентовали Best Male Video
- Joe Jonas и Victoria Justice — представили Chris Brown
- Lady Gaga (в образе «Jo Calderone») — представила выступление трибьют в честь Britney Spears и вручила ей награду Video Vanguard award
- Britney Spears — представила Beyoncé после вручения награды (вместе с Lady Gaga)
- Селена Гомес и Taylor Lautner — презентовали Best New Artist
- Jared Leto и Zoe Saldana — представили Young the Giant
- Cloris Leachman и женская команда программы «Jersey Shore» (Sammi, Snooki, Deena и JWoww) — презентовали Best Female Video
- Russell Brand — представил тербьют в честь Amy Winehouse, исполнители — Tony Bennett and Bruno Mars
- Tony Bennett — представил клип на свою совместную песню в Amy Winehouse
- Jennifer Lawrence — представила трейлер к фильму «Голодные игры (роман)»
- Katie Holmes — презентовала Video of the Year
- Drake — представил Lil Wayne

Source: performers 